# Centro-Serra
Centro-Serra é um território localizado no centro do estado do Rio Grande do Sul, Brasil. A serra se deriva das escarpas do Botucaraí, extensão da Serra Gaúcha, localizada no nordeste do estado.
O território compreende os municípios de Arroio do Tigre, Cerro Branco, Estrela Velha, Ibarama, Jacuizinho, Lagoão, Lagoa Bonita do Sul, Passa Sete, Salto do Jacuí, Segredo, Sobradinho e Tunas.